# Anthony Teuma

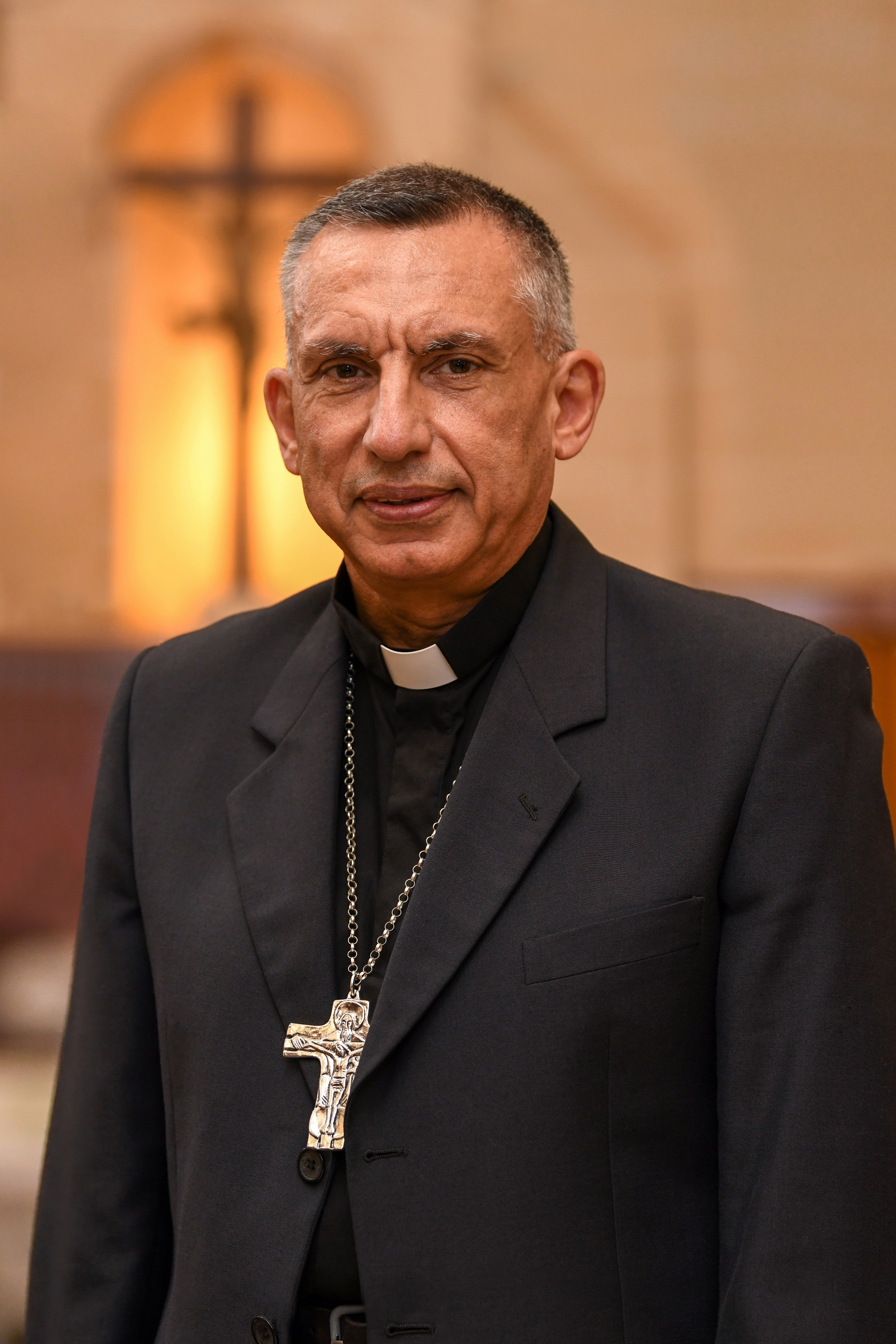
Bischof Anthony Teuma

Bischofswappen

Anthony Teuma (maltesisch Anton Teuma, * 11. Januar 1964 in Xagħra auf Gozo) ist ein maltesischer römisch-katholischer Geistlicher und Bischof von Gozo.

## Leben
Anthony Teuma besuchte das Kleine Seminar des Bistums Gozo und studierte anschließend Philosophie und Katholische Theologie am Priesterseminar auf Gozo. Er empfing am 25. Juni 1988 das Sakrament der Priesterweihe für das Bistum Gozo. Teuma wurde an der Päpstlichen Universität der Salesianer in Rom im Fach Bildungswissenschaften promoviert.
Nach der Priesterweihe und der Promotion blieb Anthony Teuma zunächst in Rom, wo er von 1988 bis 1995 als Pfarrvikar in der Pfarrei Sant’Ignazio di Antiochia tätig war. 1995 wurde er Spiritual am Päpstlichen Römischen Priesterseminar und 1996 zudem Geistlicher Assistent der eucharistischen Gemeinschaften im Bistum Rom. 1997 kehrte Teuma in seine Heimat zurück und wurde Regens des Priesterseminars des Bistums Gozo sowie Mitglied des Konsultorenkollegiums, des Priesterrates und des Diözesanpastoralrates. Nachdem Anthony Teuma 2007 ein Sabbatical und Studienjahr im Heilig Land absolviert hatte, wurde er Geistlicher Assistent und Verantwortlicher für die eucharistischen Gemeinschaften im Bistum Gozo. Seit 2016 war Teuma bischöflicher Delegat für die Familie und Verantwortlicher für das John Paul II Family Institute auf Gozo.
Am 17. Juni 2020 ernannte ihn Papst Franziskus zum Bischof von Gozo. Der Pro-Generalsekretär der Bischofssynode, Kurienbischof Mario Grech, spendete ihm am 21. August desselben Jahres in der Kirche Saint John the Baptist in Xewkija die Bischofsweihe; Mitkonsekratoren waren der Erzbischof von Malta, Charles Scicluna, und der Apostolische Nuntius in Malta, Erzbischof Alessandro D’Errico.